# Dipteridae
Dipteridae — викопна родина лопатеперих риб підкласу Дводишні (Dipnoi). Родина існувала протягом девонського періоду (417–354 млн років тому).

## Класифікація
- Клас Sarcopterygii
  - Підклас Dipnoi
    - Родина Dipteridae
      - Рід †Amadeodipterus
      - Рід †Conchodus
      - Рід †Dipteroides
      - Рід †Dipterus
      - Рід †Grossipterus